# Deutsche Post DHL
Deutsche Post AG is een Duits logistiekbedrijf, het is ook bekend als Deutsche Post DHL. Het bedrijf is het grootste bedrijf in zijn sector met ruim 480.000 werknemers in meer dan 220 landen. Deutsche Post is de opvolger van het Duitse staatspostbedrijf de Deutsche Bundespost, die in 1995 werd geprivatiseerd. Op 20 november 2000 werd het bedrijf deels geprivatiseerd en kreeg een beursnotering.

## Activiteiten
- PeP, wat staat voor Post-eCommerce-Parcels
- Express
- Vracht
- Supply Chain

Alle vier de onderdelen realiseren ongeveer evenveel omzet.

### Nederland
DHL biedt in Nederland logistieke diensten aan in 6 divisies te weten:
1. DHL Global Forwarding (lucht- en watertransport)
2. DHL Freight (wegtransport- en zeevracht)
3. DHL Express (tijdsgebonden pakketvervoerder)
4. DHL eCommerce (postpakketten)
5. DHL Supply Chain (logistieke dienstverlener)
6. DHL Solutions (voor al het afwijkend transport wat niet past in bovenstaande diensten)

## Aandeelhouders
In november 2000 werd 29% van de aandelen Deutsche Post in handen van de Duitse staat naar de beurs gebracht. Vanaf juni 2005 is minder dan de helft van de aandelen in overheidshanden. Per jaareinde 2014 zijn 21% van de aandelen in handen van de Duitse staatsbank KfW en 79% wordt vrij verhandeld. Deutsche Post maakt deel uit van de aandelenindex DAX en vanaf 2013 ook van de Euro Stoxx 50 index.

## Geschiedenis

### DDR
Vanaf 1946 hadden postzegels in de Sovjet-bezettingszone in Duitsland het opschrift "Deutsche Post". Deze postzegels waren in heel Duitsland geldig. Nadat de westelijke geallieerden in hun bezettingszones in 1948 de D-mark invoerden werd ook de post gesplitst. De DDR had een eigen postbedrijf dat onder de naam Deutsche Post werkte en in 1959 werd omgezet in een staatsbedrijf.

### Bondsrepubliek
In 1947 werd in de drie westelijke bezettingszones de Deutsche Post opgericht als opvolger van de Reichspost. Na de oprichting van de Bondsrepubliek Duitsland in 1949 kon het postbedrijf als staatsbedrijf worden opgezet. In 1950 volgde een naamswijziging in Deutsche Bundespost.
Na de invoering van de Oost-Duitse mark op 23 juni 1948 werd ook het postbedrijf in Berlijn gesplitst. West-Berlijn was formeel geen volwaardig onderdeel van de Bondsrepubliek en kreeg een eigen Deutsche Post Berlin, die vanaf 1950 verder werkte als Deutsche Bundespost Berlin.
Na de privatisering van de Duitse post ontstond op 1 januari 1995 een nieuw postbedrijf in Duitsland: de Deutsche Post AG.
Deutsche Post is in 1995 ontstaan na de privatisering van de Deutsche Bundespost, het staatspostbedrijf van de Bondsrepubliek, waarin na de Duitse hereniging ook de Deutsche Post van de DDR was opgegaan. Bij de eerste reorganisatie van de Bundespost was in 1989 de Deutsche Bundespost Postdienst als aparte divisie opgezet en deze divisie werd in 1995 geprivatiseerd als Deutsche Post AG.
In 1998 begon het bedrijf aandelen te kopen van DHL met de volledige overname in december 2002. Deutsche Post nam in augustus 2003 het bedrijf Airborne Express over en voegde het bij DHL, waardoor DHL Express ontstond. In december 2005 kocht zij de Britse logistiek dienstverlener Exel voor € 5,5 miljard. Exel had op het moment van de overname zo'n 110.000 medewerkers in dienst.
Begin 2009 werd een belang van 23% in Deutsche Postbank verkocht aan Deutsche Bank. Het is de eerst transactie waarmee Deutsche Post afscheid zal nemen van Postbank. Deutsche Bank had een optie om nog eens 27,4% van de aandelen Postbank te kopen binnen een periode van drie jaar en heeft deze optie uitgeoefend.
Adidas · Airbus · Allianz · BASF · Bayer · Beiersdorf · BMW · Brenntag · Commerzbank · Continental · Covestro · Daimler Truck · Deutsche Bank · Deutsche Börse · Deutsche Post · Deutsche Telekom · E.ON · Fresenius · Hannover Rück · HeidelbergCement · Henkel · Infineon · Mercedes-Benz · Merck · MTU Aero Engines · Münchener Rück · Porsche AG · Porsche SE · Qiagen · RWE · Rheinmetall · SAP · Sartorius · Siemens · Siemens Energy · Siemens Healthineers · Symrise · Volkswagen · Vonovia · Zalando